# ميك لويس
ميك لويس (29 يونيو 1974 في أستراليا - ) (بالإنجليزية: Mick Lewis)‏ هو لاعب كريكت أسترالي. شارك مع منتخب أستراليا الوطني للكريكت.

## وصلات خارجية
- ميك لويس على موقع إي آس بي آن كريك إنفو (الإنجليزية)